# Prospect (Pennsylvania)
Prospect è un comune (borough) degli Stati Uniti d'America, situato nello stato della Pennsylvania, nella contea di Butler.